# Richtlinie 2003/8/EG über Prozesskostenhilfe bei Streitsachen mit grenzüberschreitendem Bezug
Die Richtlinie 2003/8/EG des Rates vom 27. Januar 2003  über Prozesskostenhilfe bei Streitsachen mit grenzüberschreitendem Bezug in Zivil- und Handelssachen ist eine international-zivilverfahrensrechtliche Richtlinie (kurz: EU-ProzesskostenhilfeRL).
Die RL 2003/8/EG gibt dem Unionsbürger, welcher in einem anderen Unionsmitgliedstaat einen Rechtsstreit mit einem Unternehmen, Dienstleistungserbringer, einem Arbeitgeber oder einer anderen Person führen muss, den diskriminierungsfreien Zugang zu den notwendigen finanziellen Unterstützungen oder Erleichterungen. Dadurch kann er sein Recht effektiv vertreten. Dies wird durchwegs durch den Zugang der Unionsbürger mit einem anderen Wohnsitz als in dem Unionsmitgliedstaat, in welchem sie das Verfahren führen müssen, zur nationalen Prozesskostenhilfe (auch Verfahrenshilfe genannt) ermöglicht.

## Rechtsgrundlage
Der Europäische Rat hat anlässlich der Tagung in Tampere (Finnland) vom 15. und 16. Oktober 1999 den Ministerrat ersucht, Mindeststandards zur Gewährleistung eines angemessenen Niveaus der Prozesskostenhilfe bei grenzüberschreitenden Rechtssachen in allen Ländern der Union zu verabschieden.
Die daraufhin erarbeitete und vom Ministerrat verabschiedete Richtlinie 2003/8/EG wurde sodann auf den Vertrag zur Gründung der Europäischen Gemeinschaft, insbesondere auf Artikel 61 Buchstabe c und Artikel 67 gestützt, um den Raum der Freiheit, der Sicherheit und des Rechts, in dem der freie Personenverkehr gewährleistet ist, zu erhalten und weiterzuentwickeln.

## Umfang
Von diesem Zugang zur nationalen Prozesskostenhilfe für Zivil- und Handelssachen mit grenzüberschreitendem Bezug ist auch die
- vorprozessuale Rechtsberatung im Hinblick auf eine außergerichtliche Streitbeilegung,[10]
- außergerichtliche Verfahren, Schlichtungsverfahren,[11]
- die Beigebung eines Rechtsbeistand bei Anrufung des Gerichts und
- die rechtliche Vertretung vor Gericht durch einen Rechtsanwalt sowie
- den Zuschuss zu bzw. die Befreiung von den Gerichtskosten und anderen Gebühren oder Kosten,[12]
- Vollstreckung öffentlicher Urkunden in einem anderen Mitgliedstaat.[13]

umfasst. Ob die den Unionsbürgern gewährte Prozesskostenhilfe auch die bei Prozessverlust auflaufenden und auferlegten Kosten der Gegenpartei einschließen sollen, bleibt dem Recht des jeweiligen Unionsmitgliedstaats überlassen.
Prozesskostenhilfe muss von den Unionsmitgliedstaaten für das gesamte Verfahren gewährt werden, einschließlich der Kosten für die Vollstreckung eines Urteils und weiterer Rechtsbehelf. In bestimmten Verfahren können die Unionsmitgliedstaaten vorsehen, dass generell keine Prozesskostenhilfe gewährt wird.
Unter Umständen können die Unionsmitgliedstaaten verlangen, dass die Empfänger der Prozesskostenhilfe sich angemessen an den Prozesskosten beteiligen, sofern ihre finanziellen Verhältnisse dies zulassen.

## Zugang
Um die Prozesskostenhilfe in Streitsachen mit grenzüberschreitendem Bezug zu erhalten, muss der Unionsbürger ein entsprechendes Standardformular für den Antrag auf Prozesskostenhilfe ausfüllen und einreichen. Die Richtlinie 2003/8/EG sieht dafür zwei Standardvordrucke vor:
- ein Formular  für den Antrag auf Prozesskostenhilfe und
- ein Formular für die Übermittlung von Anträgen auf Prozesskostenhilfe.

Diese können auch online in allen Amtssprachen der Europäischen Union abgerufen werden. Diese Standardformulars für Anträge auf Prozesskostenhilfe und für die Übermittlung der Anträge auf Prozesskostenhilfe sollen die Verfahren vereinfachen und beschleunigen.
Anträge auf Prozesskostenhilfe können kostenfrei
- bei der zuständigen Behörde des Mitgliedstaats, in dem der Antragsteller seinen Wohnsitz oder seinen gewöhnlichen Aufenthalt hat oder auch
- bei der zuständigen Behörde des Mitgliedstaats des Gerichtsstands oder des Vollstreckungsmitgliedstaats

eingereicht werden (Art 13 RL 2003/8/EG). Der Zugang kann von den Unionsmitgliedstaaten durch Schwellenwerte unter Umständen beschränkt werden. Diese Schwellenwerte legen fest, wann anhand verschiedener objektiver Faktoren wie Einkommen, Vermögen oder familiäre Situation eine Person in der Lage ist die Kosten selbst zu tragen.
Bei mutwilligen Verfahren und solchen, die offensichtlich wenig Erfolgsaussichten haben und ähnliches, können die Mitgliedstaaten die Prozesskostenhilfe verweigern.

## Aufbau der Richtlinie
Die RL 2003/8/EG besteht aus 14 Erwägungsgründen und 23 Artikeln in fünf Kapiteln:
```
Kapitel I: ANWENDUNGSBEREICH UND BEGRIFFSBESTIMMUNGEN
```

Artikel 1: Ziele und Anwendungsbereich
Artikel 2: Grenzüberschreitende Streitsachen
```
KAPITEL II: ANSPRUCH AUF PROZESSKOSTENHILFE
```

Artikel 3: Anspruch auf Prozesskostenhilfe
Artikel 4: Diskriminierungsverbot
```
KAPITEL III: VORAUSSETZUNGEN UND UMFANG DER PROZESSKOSTEN
```

Artikel 5: Voraussetzungen für die finanziellen Verhältnisse
Artikel 6: Voraussetzungen für den Inhalt der Streitsache
Artikel 7: Durch den grenzüberschreitenden Charakter der Streitsache bedingte Kosten
Artikel 8: Vom Mitgliedstaat des Wohnsitzes oder des gewöhnlichen Aufenthalts zu übernehmende Kosten
Artikel 9: Weitergewährung der Prozesskostenhilfe
Artikel 10: Außergerichtliche Verfahren
Artikel 11: Öffentliche Urkunden
```
KAPITEL IV: VERFAHREN
```

Artikel 12: Für die Gewährung der Prozesskostenhilfe zuständige Behörde
Artikel 13: Einreichung und Übermittlung der Anträge auf Prozesskostenhilfe
Artikel 14: Zuständige Behörden und Sprachen
Artikel 15: Bearbeitung der Anträge
Artikel 16: Standardformular
```
KAPITEL V: SCHLUSSBESTIMMUNGEN
```

Artikel 17: Ausschuss
Artikel 18: Information
Artikel 19: Günstigere Bestimmungen
Artikel 20: Verhältnis zu anderen Übereinkünften
Artikel 21: Umsetzung in innerstaatliches Recht
Artikel 22: Inkrafttreten
Artikel 23: Adressaten

## Strafverfahren
Die Prozesskostenhilfe im Strafprozess ist von dieser Richtlinie (noch) nicht umfasst. Die Gewährung von Prozesskostenhilfe in Strafprozessen wird derzeit von jedem Unionsmitgliedstaat im Rahmen seiner Gerichtsbarkeit geregelt.
Es gibt bezüglich Strafverfahren und Prozesskostenhilfe mit grenzüberschreitendem Bezug daher derzeit keine EU-Gesetzgebung. Die Europäische Kommission hat jedoch mehrere Vorschläge (Legislativpaket) zur Stärkung der Verfahrensrechte vorgelegt bzw. umgesetzt:
- Richtlinie über vorläufige Verfahrenshilfe,
- Richtlinie zum Schutz von Kindern in Strafverfahren,
- Richtlinie (EU) 2016/343 über die Stärkung bestimmter Aspekte der Unschuldsvermutung und des Rechts auf Anwesenheit in der Verhandlung in Strafverfahren
- Richtlinie (EU) 2012/13 (Recht auf Belehrung und Unterrichtung im Strafverfahren)
- Empfehlung zum Recht auf Verfahrenshilfe,
- Empfehlung zum Schutz besonders schutzbedürftiger Personen.

## Verhältnis zu anderen Übereinkommen
Durch die RL 2003/8/EG werden gemäß Erwägungsgrund 32 der RL 2003/8/EG „das Übereinkommen von 1977 und das 2001 in Moskau unterzeichnete Zusatzprotokoll zum Europäischen Übereinkommen über die Übermittlung von Anträgen auf Bewilligung der Prozesskostenhilfe […]“ in „Beziehungen zwischen den Mitgliedstaaten und Drittstaaten, die Vertragsparteien des Übereinkommens von 1977 oder des Protokolls sind“ nicht geändert.
„In den Beziehungen zwischen den Mitgliedstaaten [mit Ausnahme von Dänemark] hingegen hat diese Richtlinie Vorrang vor den Bestimmungen des Übereinkommens von 1977 und des Protokolls“. Dies gilt auch für das Haager Abkommen von 25. Oktober 1980 über die Erleichterung des internationalen Zugangs zu den Gerichten.